# انتخابات سراسری هلند (۲۰۲۳)
انتخابات سراسری هلند (انگلیسی: 2023 Dutch general election) یک انتخابات زودهنگام است که در ۲۲ نوامبر ۲۰۲۳ برای انتخاب اعضای مجلس نمایندگان در هلند برگزار می‌شود. انتظار می‌رفت این انتخابات در سال ۲۰۲۵ برگزار شود، اما پس از فروپاشی کابینه چهارم روته در ۷ ژوئیه ۲۰۲۳ به دلیل اختلاف نظر در مورد سیاست مهاجرت، انتخابات زودهنگام برگزار می‌شود. مارک روته، نخست‌وزیر کنونی، اعلام کرد که حزب خود را در انتخابات رهبری نخواهد کرد و از سیاست کناره‌گیری خواهد نمود.

## تاریخچه
انتخابات عمومی ۲۰۲۱ منجر به تشکیل چهارمین کابینه مارک روته، متشکل از حزب خلق برای آزادی و دموکراسی (VVD)، استیناف دموکرات مسیحی (CDA)، دموکرات ۶۶ (D66) و اتحادیه مسیحی (CU). باعث شد تا مارک روته به نخست‌وزیری خود ادامه دهد.
دولت در ۷ ژوئیه ۲۰۲۳ پس از اینکه چهار فراکسیون در مورد اعمال محدودیت پیشنهادی برای اتحاد مجدد خانواده پناهندگانی که از درگیری مسلحانه اجتناب می‌کنند به توافق نرسیدند، استعفا داد.

### تغییر رهبری
در ۱۰ ژوئیه ۲۰۲۳، مارک روته، نخست‌وزیر اعلام کرد که دیگر به عنوان نامزد VVD شرکت نخواهد کرد و به دنبال ادای سوگند کابینه جدید، از دولت کناره‌گیری خواهد کرد. دیگر رهبران حزب و رهبران پارلمان نیز اعلام کردند که به کابینه باز نخواهند گشت، از جمله سیگرید کاگ (D66)، ووپکه هوکسترا، پیتر هیرما (هر دو CDA), آتیه کویکن (PvdA), کیس واندر استایج (SGP), فرید آذرکان (DENK), لیانه دن هان (مستقل)، نیلوفر گوندوغان (مستقل) و سیلوانا سیمونز (BIJ1). جسی کلاور نیز اعلام کرد که اگرچه می‌خواهد به عنوان عضو پارلمان ادامه دهد، اما نامزد رهبری ائتلاف حزب کارگر – گرون لینکز نخواهد شد. علاوه بر این، ورا برگ کمپ، رئیس فعلی مجلس نمایندگان، برای انتخاب مجدد خود را نامزد نمی‌کند.

## نظام انتخاباتی
بر اساس مواد ج. ۱، ج. ۲ و ج. ۳ قانون انتخابات، انتخابات مجلس نمایندگان هر چهار سال یک بار در ماه مارس برگزار می‌شود، مگر اینکه انتخابات زودهنگام برگزار گردد. ۱۵۰ عضو مجلس نمایندگان با فهرست باز روش نمایندگی تناسبی انتخاب می‌شوند. تعداد کرسی‌های مجلس در هر لیست با استفاده از روش دونت تعیین می‌شود. تنها فهرست‌هایی در سهمیه گرفتن از کرسی‌های مجلس محق هستند که حایز حداقل ۵ درصد آراء باشند. رای‌دهندگان حق دارند رای ترجیحی بدهند. کرسی‌های کسب شده توسط یک فهرست ابتدا به نامزدهایی اختصاص می‌یابد که در آرای ترجیحی حداقل ۲۵ درصد از سهمیه هار که شامل (۱/۴ کرسی یا ۰/۱۷درصد از کل آرا) را دریافت کرده باشند، صرف نظر از قرار گرفتن در انتخابات. در فهرست انتخاباتی اگر چند نامزد از آستانه یک فهرست عبور کنند، ترتیب آنها بر اساس تعداد آرای دریافت شده تعیین می‌شود. در نتیجه هر کدام از کرسی‌های باقیمانده به نامزدها با توجه به موقعیت آنها در لیست انتخاباتی قرار می‌گیرد.

## عواقب

### واکنش‌ها
رسانه‌های بین‌المللی  نتیجه انتخابات را «یکی از بزرگ‌ترین چالش‌های سیاسی در سیاست هلند از زمان جنگ جهانی دوم» ارزیابی کردند و آن را به عنوان یک پیروزی قاطع برای حزب آزادی (PVV) توصیف کردند. پس از پیروزی، ویلدرز توسط ویکتور اوربان، نخست‌وزیر مجارستان مورد تمجید قرار گرفت. او همچنین توسط رهبران راست افراطی در سراسر اروپا مانند مارین لوپن، ماتئو سالوینی، آندره ونتورا، آلیس ویدل، تام ون گریکن و سانتیاگو آباس‌کال مورد ستایش قرار گرفت.
انتظار می‌رود نتایج این انتخابات منجر به مذاکرات طولانی و پیچیده ائتلاف شود. بسیاری از احزاب قبل از انتخابات به دلیل سیاست‌های اروپا که، ضد مهاجرتی و ضداسلامی است موضع خود را اعلام کردند و تصریح نمودند با ویلدرز و PVV دولت تشکیل نخواهند داد.